# Estació d'Hospital de Bellvitge
Hospital de Bellvitge és una estació de la L1 del metro de Barcelona situada a l'interior del complex de l'Hospital Universitari de Bellvitge, hospital de referència de la Regió Sanitària Metropolitana Sud. Es troba al barri de Bellvitge de l'Hospitalet de Llobregat i és la capçalera sud de la L1 fins que es perllongui la línia fins a l'Estació del Prat.
Es va inaugurar el 19 d'octubre de 1989 en el perllogament de la L1 des de l'Avinguda Carrilet amb el nom de Feixa Llarga, carrer on es troba l'hospital, però el 2003 es va canviar pel nom actual d'Hospital de Bellvitge.
| Metro de Barcelona                 |          |       |                         |                        |
| Procedència/Destinació             | <        | Línia | >                       | Procedència/Destinació |
| terminal                           | terminal |       | Bellvitge Rambla Marina | Fondo                  |
| El Prat                            | El Prat  | obres | Bellvitge Rambla Marina | Fondo                  |
| Font perllongament: PDI 2009-2018. |          |       |                         |                        |

## Accessos
- C/ Feixa Llarga s/n